# Yu Xuanji
Yu Xuanji (Chino tradicional: 魚玄機; Chino simplificado: 鱼玄机; Hanyu Pinyin: Yú Xuánjī; Wade-Giles: Yu Hsuan-chi, 844–869), nombres de cortesía Youwei (幼薇) y Huilan (蕙兰), fue una cortesana y poetisa china nacida en Chang'an durante la Dinastía Tang. Es considerada la primera poetisa china en romper la voz pasiva convencional de las mujeres en poesía y lírica. También fue la primera poetisa feminista china.
Yu se casó como concubina con Li Yi (李亿) a los 16 años, y después de separarse, tres años más tarde, debido a su aversión hacia la esposa principal de Yi, se convirtió en una cortesana y monja taoísta. Las monjas taoístas eran entonces conocidas por su libertad sexual así que a pesar de los votos no abandonó su oficio. Fue amante de Wen Tingyun, a quien dirigió algunos poemas. Murió a los 26 años.
Durante su vida, sus poemas fueron publicados como una colección llamada Fragmentos de una Tierra de Sueños Norteña (一個北理想國的片段, en chino tradicional; 一个北理想国的片段, en chino simplificado ), la cual se ha perdido. Los cuarenta y nueve poemas que han sobrevivido fueron recopilados en la Dinastía Song, principalmente por su valor como rareza, en una antología que también incluye poemas de fantasmas y extranjeros. Quitando los nombres y fechas en sus poemas, sólo el periódico sensacionalista Pequeño Tabloide de los Tres Ríos da los únicos hechos sobre su vida, aunque son escabrosos en los detalles: que tuvo una relación con Wen Tingyun, vivió una vida promiscua y escandalosa y que fue ejecutada por golpear a su criada hasta matarla.
En los años 2000, su trabajo fue traducido por Stephen Owen, Justin Hill y David Young.